# Steinkreuze in Simonshofen

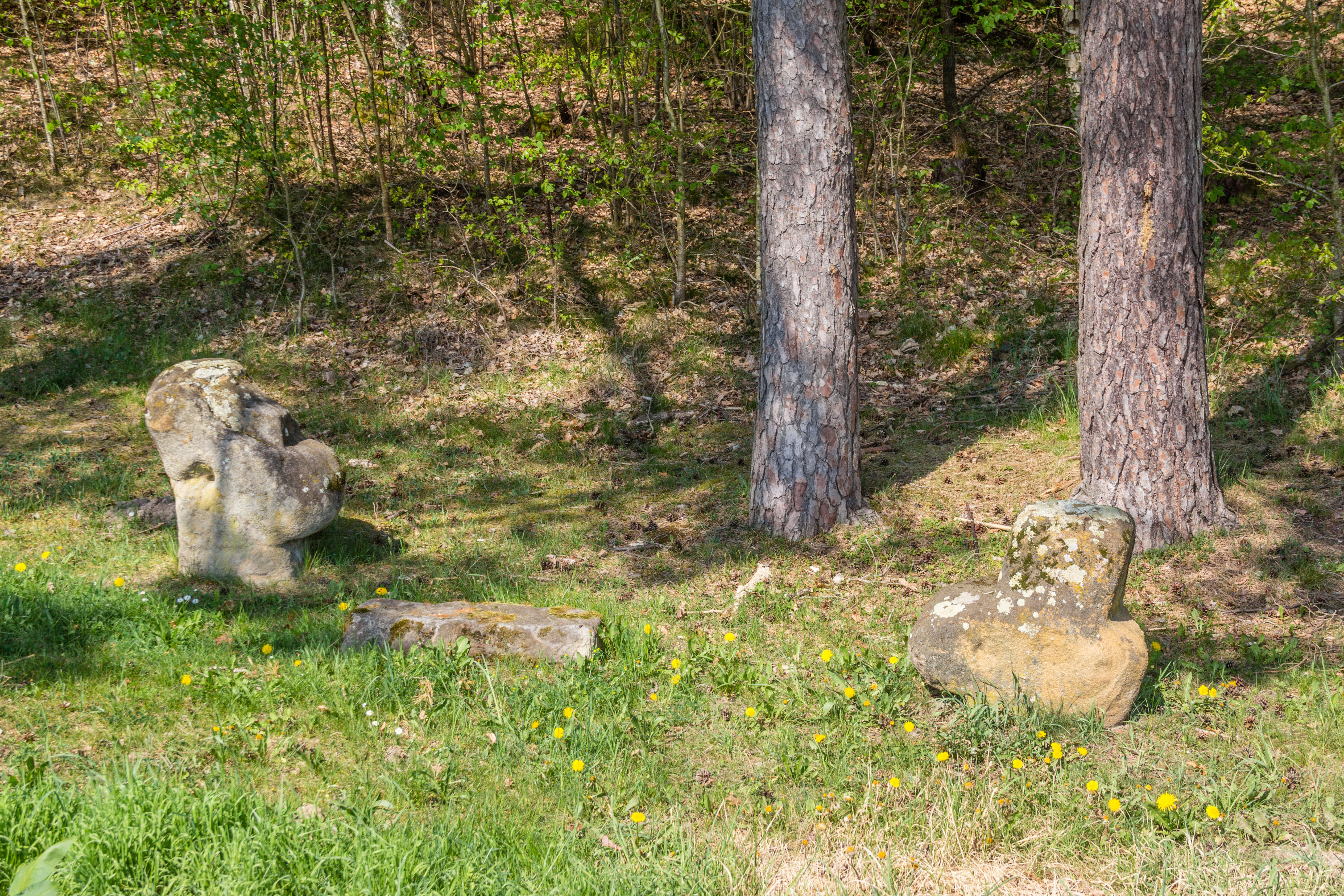
Steinkreuze in Simonshofen

Die Steinkreuze in Simonshofen sind zwei historische Steinkreuze in Simonshofen, einem Gemeindeteil der mittelfränkischen Stadt Lauf an der Pegnitz im Landkreis Nürnberger Land in Bayern.

## Beschreibung

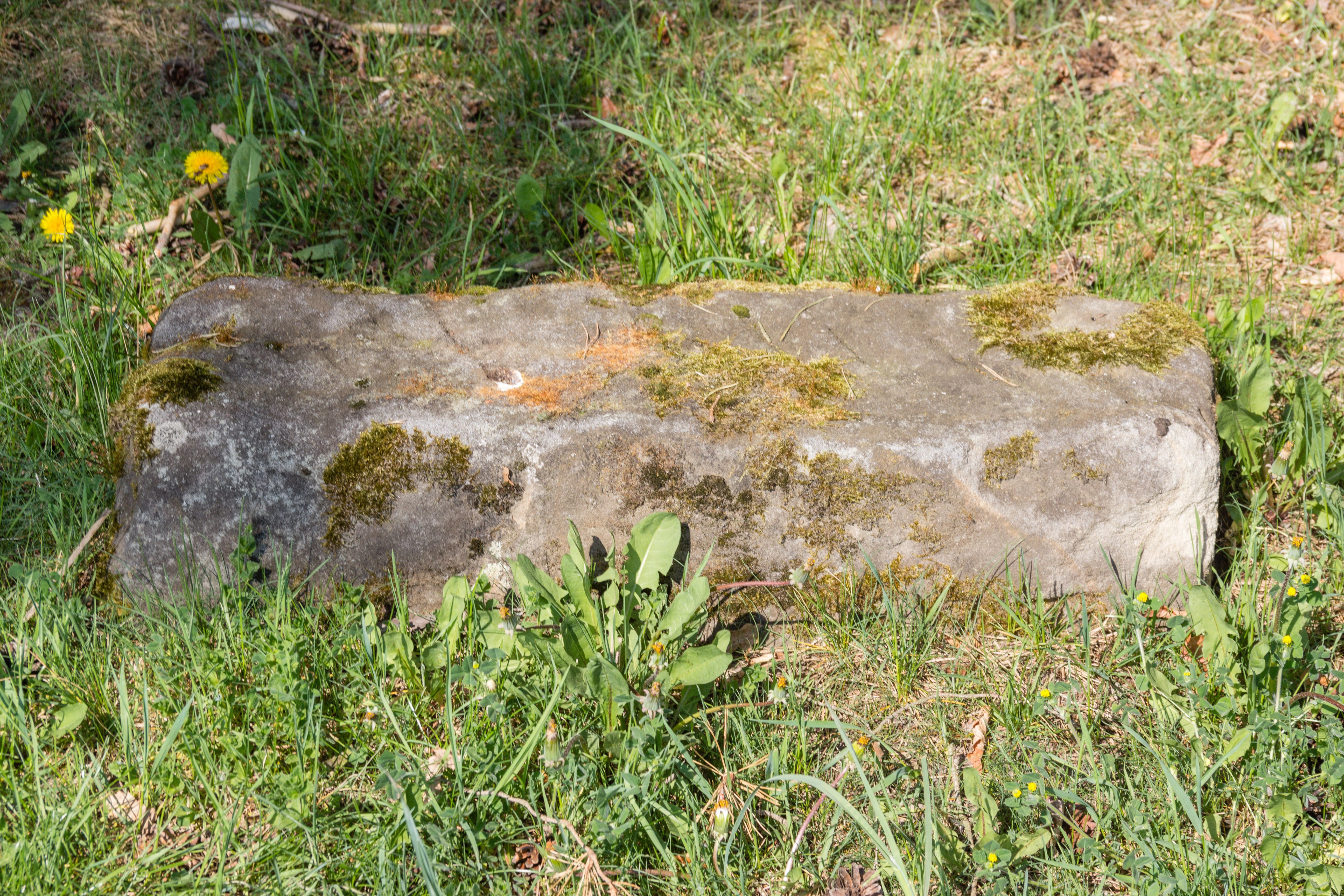
Sandsteinquader

Die beiden Kleindenkmäler stehen zusammen mit einem rechteckigen Sandsteinquader in einem Grünstreifen am Waldrand. Die Bedeutung des Sandsteinquaders mit den Maßen 20 cm × 79 cm × 32 cm ist unbekannt. Vor Ort wurde von der Stadt Lauf eine Infotafel zur Geschichte der Steinkreuze aufgestellt. Sie stehen unter Denkmalschutz.

### Steinkreuz 1

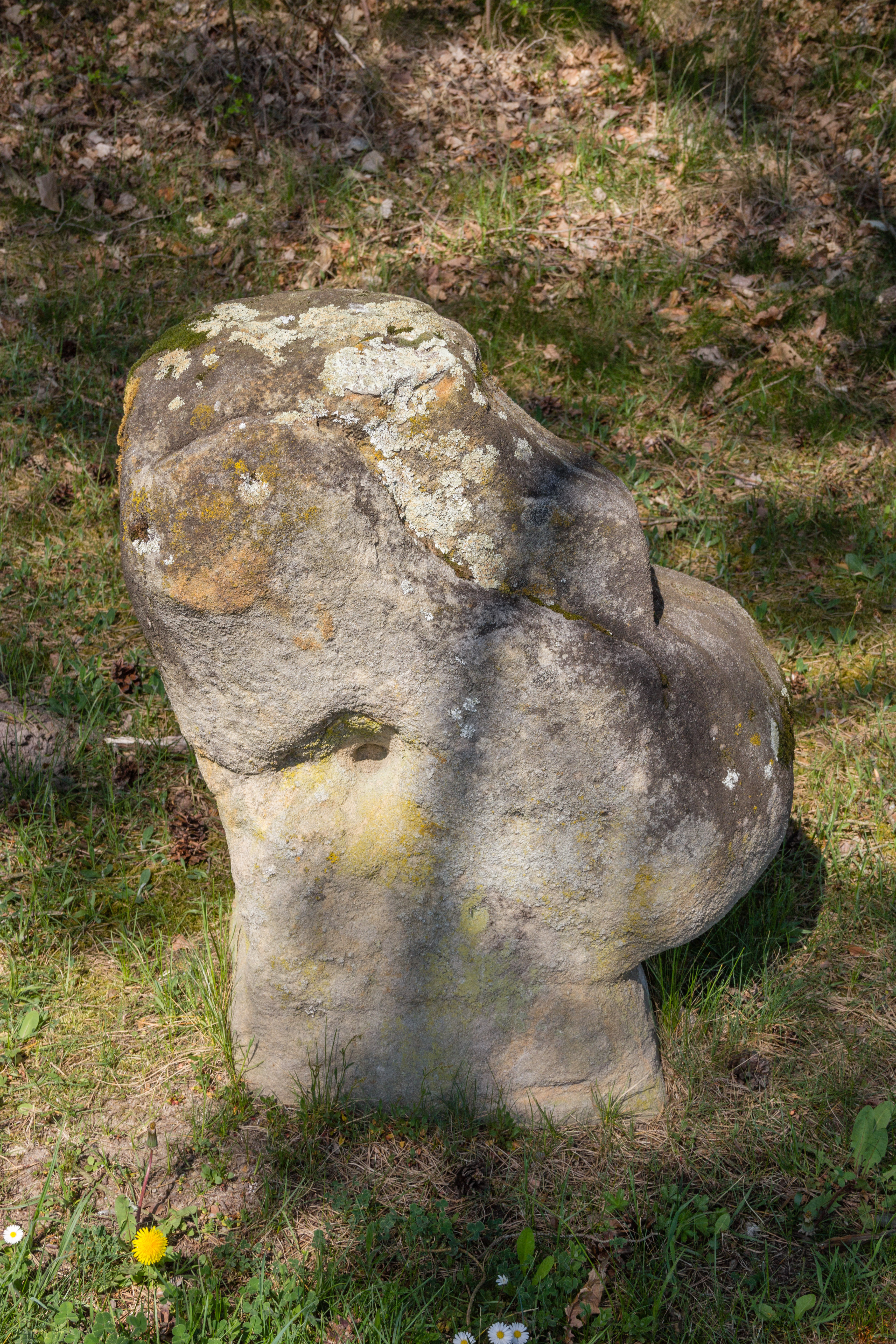
Linkes Steinkreuz

Das linke Steinkreuz besteht aus Sandstein, ist stark verwittert und hat die Abmessungen 62 cm × 67 cm × 35 cm. An der Vorderseite befinden sich Näpfchen (Seelenlöcher) und der linke Arm ist abgeschlagen.

### Steinkreuz 2

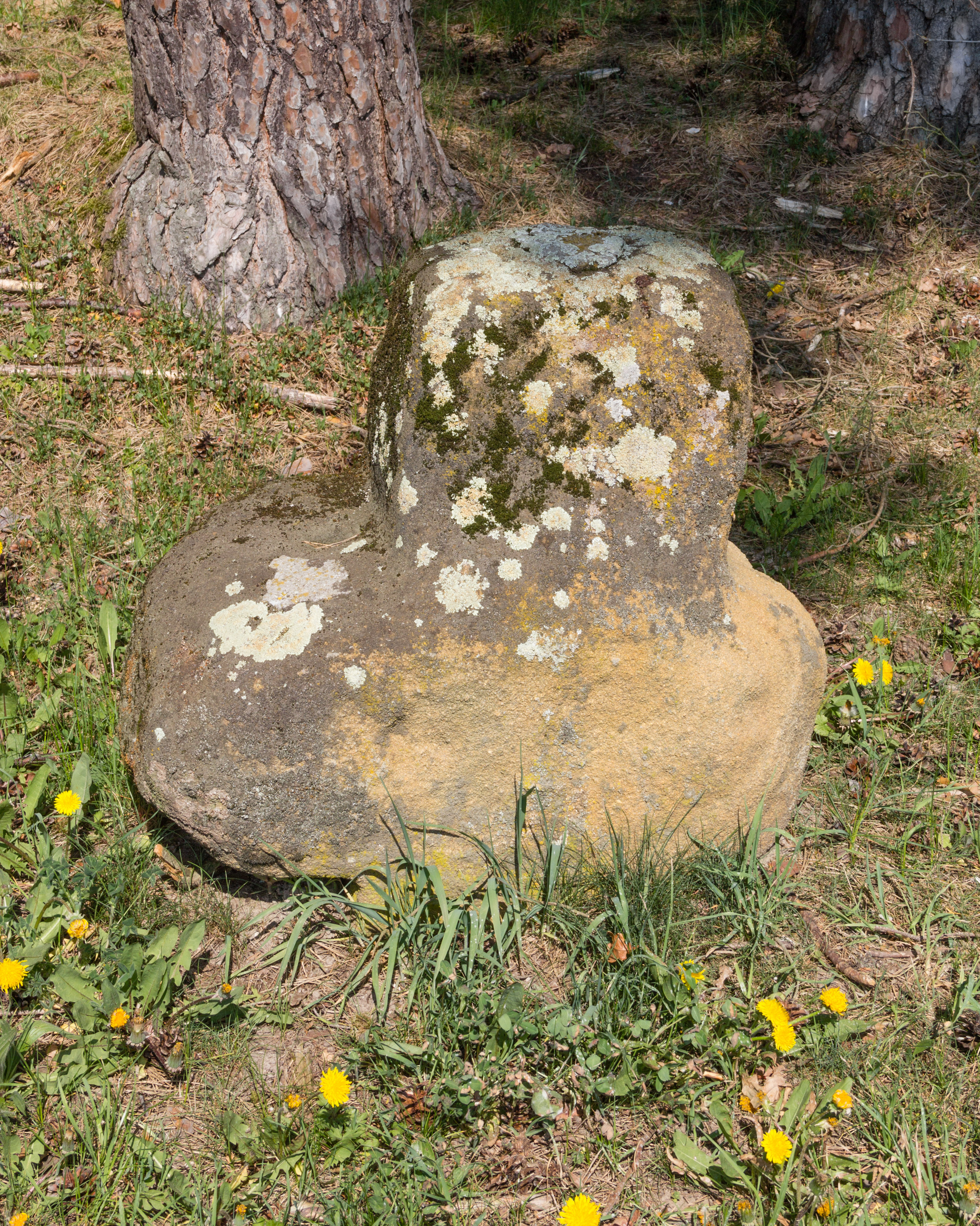
Rechtes Steinkreuz

Das rechte Steinkreuz besteht aus Sandstein, ist stark verwittert und hat die Abmessungen 75 cm × 62 cm × 30 cm. Der rechte Arm ist verkürzt und das Kreuz ist bis fast zum Querbalken eingesunken.
Die beiden Steinkreuze stammen wohl aus dem 16. Jahrhundert. Sie stehen in der Nähe eines alten Verbindungsweges von Simonshofen nach Bullach und weiter nach Neunhof. Sie sind mehr als 500 Jahre alt. Diese beiden Kreuze wurden bei einer „Grenzbegehung“ im Jahre 1750 schriftlich erwähnt.
Hier sollen zwei Menschen zu Tode gekommen sein. Die genaue Umstände und Namen der Toten dazu sind nicht überliefert.
Zwei weitere Steinkreuze standen am Bachweiher und an der Straße nach Neunhof, sind aber beide abgängig.